# Andreas Schilling
Andreas Schilling (ur. 1910, zm. ?) – zbrodniarz nazistowski, członek załogi niemieckiego obozu koncentracyjnego Mauthausen-Gusen i SS-Rottenführer.
Obywatel rumuński pochodzenia niemieckiego. Członek Waffen-SS. Służbę w kompleksie obozowym Mauthausen Schilling rozpoczął 8 sierpnia 1943 w obozie głównym, skąd przeniesiono go do podobozu Ebensee 25 listopada 1943, gdzie pozostał do 5 maja 1945. W Ebensee pełnił służbę jako sanitariusz w szpitalu obozowym, kierownik bloku (Blockführer) i oficer raportowy (Rapportführer). Maltretował więźniów i dopuszczał się morderstw, między innymi za pomocą śmiertelnych zastrzyków.
Andreas Schilling został osądzony w procesie załogi Mauthausen-Gusen (US vs. Heinrich Schmitz i inni przed amerykańskim Trybunałem Wojskowym w Dachau. Skazany został za swoje zbrodnie na karę śmierci przez powieszenie. Wyrok zamieniono jednak w akcie łaski na dożywocie.